# Júlio César Godinho Catole
Júlio César Godinho Catole (født 5. august 1986) er en brasiliansk fodboldspiller.